# Postes, télégraphes et téléphones
Le PTT, inizialmente chiamate Postes et Télégraphes (P&T), poi Postes, Télégraphes et Téléphones (PTT), e dal 1959 Postes et Télécommunications (conservando tuttavia la sigla PTT), erano l'ente pubblico responsabile dei servizi postali, telegrafici e telefonici francesi nei secoli XIX e XX. 

## Storia

### XV secolo
Quando nascono le poste reali esistono già diverse piccole reti postali private: le messageries universitaires della Sorbona, la posta interna degli ordini religiosi, i servizi di corrieri dei mercanti e banchieri.
- 1464: Luigi XI organizza il primo servizio postale statale che trasporta solo messaggi dei funzionari pubblici a mezzo di cavalleggeri[2]. Il sovrano divide il corpo dei cavalleggeri delle scuderie reali in due gruppi: i courriers du cabinet o chevaucheurs chevauchant, ovvero i corrieri incaricati portare la posta a cavallo, e le postes assises ("poste sedute") incaricate di gestire le stazioni di posta ed il cambio dei cavalli. Queste prime stazioni di posta, create sul modello italiano, sono comandate da un mastro di posta (l'autenticità del l'editto del 1464 è talvolta messa in dubbio in quanto ci è pervenuto solo in una copia del 1660, che contiene numerosi anacronismi[3]). Se la data del 1464 non è sicura, l'apparizione della posta è un processo complesso che può essere datato fra il 1475 ed il 1480[4].
- 1479: Luigi IX istituisce la carica di contrôleur général des chevaucheurs, deputato al controllo delle strade postali. Il primo sistema regolare di stazioni di posta sulle maggiori strade francesi è ormai in funzione, la Messagerie royale mette a disposizione corrieri e cavalli postés, ovvero cavalli da monta freschi ad ogni stazione di posta, permettendo a una lettera di percorrere 400 chilometri in ventiquattro ore[5] quando le stazioni sono teoricamente distanti dalle quattro alle sette leghe, donde i favolosi stivali delle sette leghe[6].

### XVI secolo
- 1576: Enrico III crea dei messaggeri giudiziari per il trasporto dei prigionieri e dei fascicoli delle cause, ma che sono autorizzati anche a trasportare lettere dei privati, pacchi inferiori alle cinquanta libbre e viaggiatori. Essi fanno concorrenza alle Messageries Universitaires, che dominano il trasporto della corrispondenza dal XIII secolo, e alle Messageries Royales[7].

### XVII secolo
- 1672: i cognati Léon Pajot e Louis Rouillé fondano la Ferme générale des postes per la posta delle lettere. Pagano un canone al re Luigi XIV per la concessione di questo servizio. Le Messageries Universitaires e le Messageries Royales vedono ridursi i loro diritti in favore della Ferme[8]. La Poste aux Lettres ha sede nell'hôtel de Villeroy in 9, rue des Déchargeurs, angolo con 34, rue des Bourdonnais, nel quartiere delle Halles di Parigi[9].
- 1689 : ingrandimento e costruzione al 9, rue des Déchargeurs del Bureau général de la Poste ("ufficio postale centrale"). Un cabinet noir permetteva ai servizi segreti del re Luigi XIV di leggere le lettere che sembravano interessanti. L'edificio, considerato monumento nazionale, esiste tuttora[10] · [11].

### XVIII secolo
- 1738: le famiglie Grimod e Thiroux sostituiscono le famiglie Pajot e Rouillé alla testa della Ferme générale des postes e vi rimarranno fino alla Rivoluzione francese[12].
- 1792 : durante la Rivoluzione francese nel 1792 nasce la prima rete di comunicazioni a distanza grazie al telegrafo Chappe.

### XIX secolo
- 1801: l'arrêté (decreto) del 27 pratile dell'anno IX E.R. ribadisce il monopolio statale delle poste.
- 1817 : introduzione del vaglia postale.
- 1829 : inaugurazione del servizio postale rurale, ovvero fuori dalle "strade postali".
- 1832 : nascita del telegrafo elettrico.
- 1845 : introduzione del servizio postale "ambulante".
- 1849: viene emesso il primo francobollo francese.
- 1850 : estensione del monopolio esistente sul telegrafo ottico al telegrafo elettrico.
- 1853: l'amministrazione dei telegrafi diventa una direzione del Ministero dell'interno.
- 1855 : viene distribuito per la prima volta il "calendario delle poste".
- 1865 : la convenzione telegrafica internazionale di Parigi vede la nascita dell'Unione telegrafica internazionale (UTI), che diventerà in seguito l'Unione internazionale delle telecomunicazioni (UIT).
- 1868 : la Francia partecipa alla fondazione del Bureau télégraphique international, istituito in seguito alla convenzione di Vienna.
- 1870 : decreto che stabilisce l'unificazione delle amministrazioni delle poste e dei telegrafi[13].
- 1874 : adesione della Francia all'Unione generale delle Postee, che nel 1878 si trasformerà nell'Unione Postale Universale.
- 1879: creazione del Ministero delle Poste e Telegrafi dalla fusione della Direction de l'exploitation postale, che aveva fatto capo fino ad allora al Ministero delle Finanze, con la Direction des lignes télégraphiques, che invece appartenenva al Ministero dell'interno.
- 1881: nasce la sigla P&T.
- 1883: fondazione della Caisse nationale d'épargne, oggi Banque Poste.
- 1888 : inaugurazione della École supérieure des Postes et Télégraphes ("Scuola superiore delle poste e telegrafi").
- 1896 : le Poste e Telegrafi diventano un sotto-segretariato all'interno del Ministero del Commercio, dell'Industria, delle Poste e dei Telegrafi.
- 1889: alle Poste e Telegrafi si aggiungono i telefoni, il cui monopolio viene concesso dieci anni dopo alla Société industrielle des téléphones
- 1899: nasce il sindacato Postelegrafonici.

### XX secolo

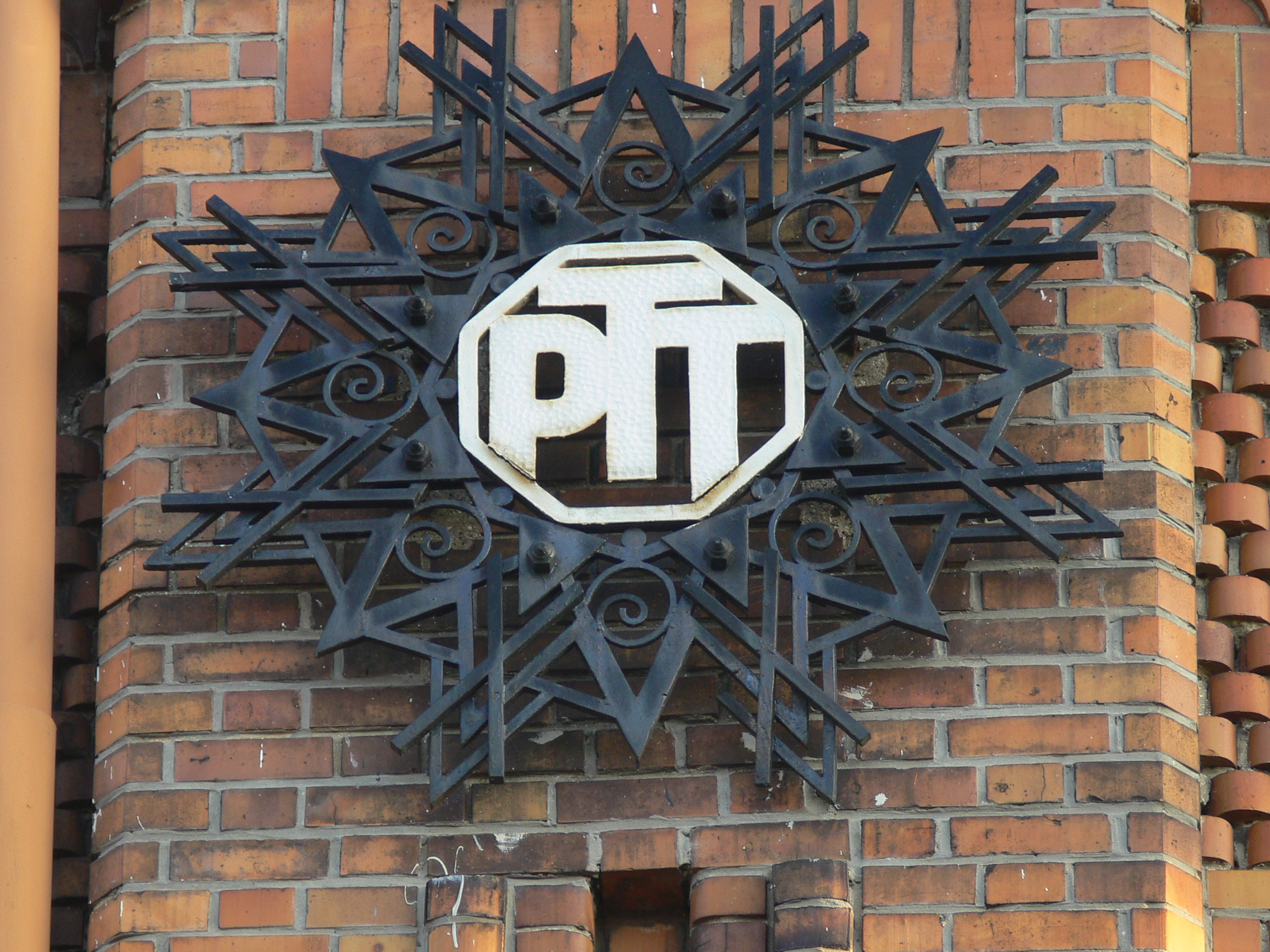
Marchio delle PTT su di un ufficio postale di Lilla

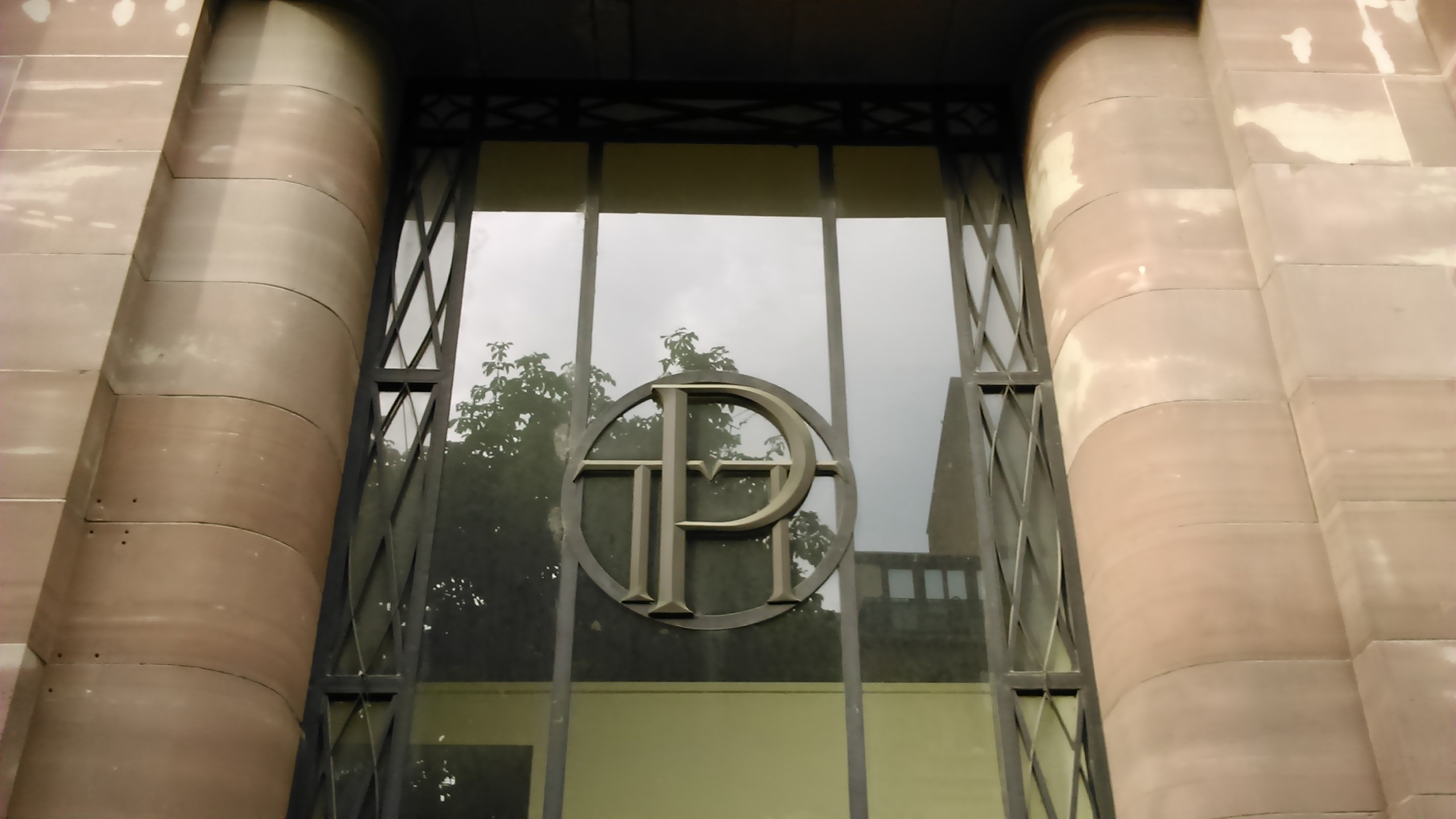
Marchio delle PTT sull'Hôtel des Postes di Strasburgo

- 1904: inizia ad operare la prima stazione radiotelegrafica costiera ed effettua dei collegamenti radiotelegrafici con le imbarcazioni in mare[14].
- 1906 : il sottosgretariato alle Poste, Telegrafi e Telefoni è trasferito al Ministero dei Lavori Pubblici.
- 1912: avviene il primo trasporto ufficiale di posta aerea fra Nancy e Lunéville.
- 1918: apertura dei primi centri di chèques postaux, gli assegni postali.
- 1921: l'ente prende il nome di Postes, Télégraphes et Téléphones (PTT).
- 1929: istituzione del ministero delle Poste, Telegrafi e Telefoni.
- 1952: inizio della motorizzazione: nelle aree rurali i portalettere utilizzano l'automobile.
- 1959:il ministero prende il nome di Poste e Telecomunicazioni (viene mantenuta la sigla PTT).
- 1960: l'oiseau postal ("uccello della posta") diventa il marchio della PTT.
- 1962: le cassette postali cambiano colore, passando da blu a gialle.
- 1964: inizio della codificazione degli indirizzi con l'introduzione del numero di dipartimento della destinazione.
- 1972: introduzione del codice postale a cinque cifre.
- 1974: in ottobre-novembre avviene il più importante sciopero dei postelegrafonici.
- 1980: appare il Minitel.
- 1988: la Direzione generale delle Telecomunicazioni viene separata dalle poste e trasformata in France Télécom.
- 1991: l'amministrazione postale diventa La Poste, ente pubblico economico.

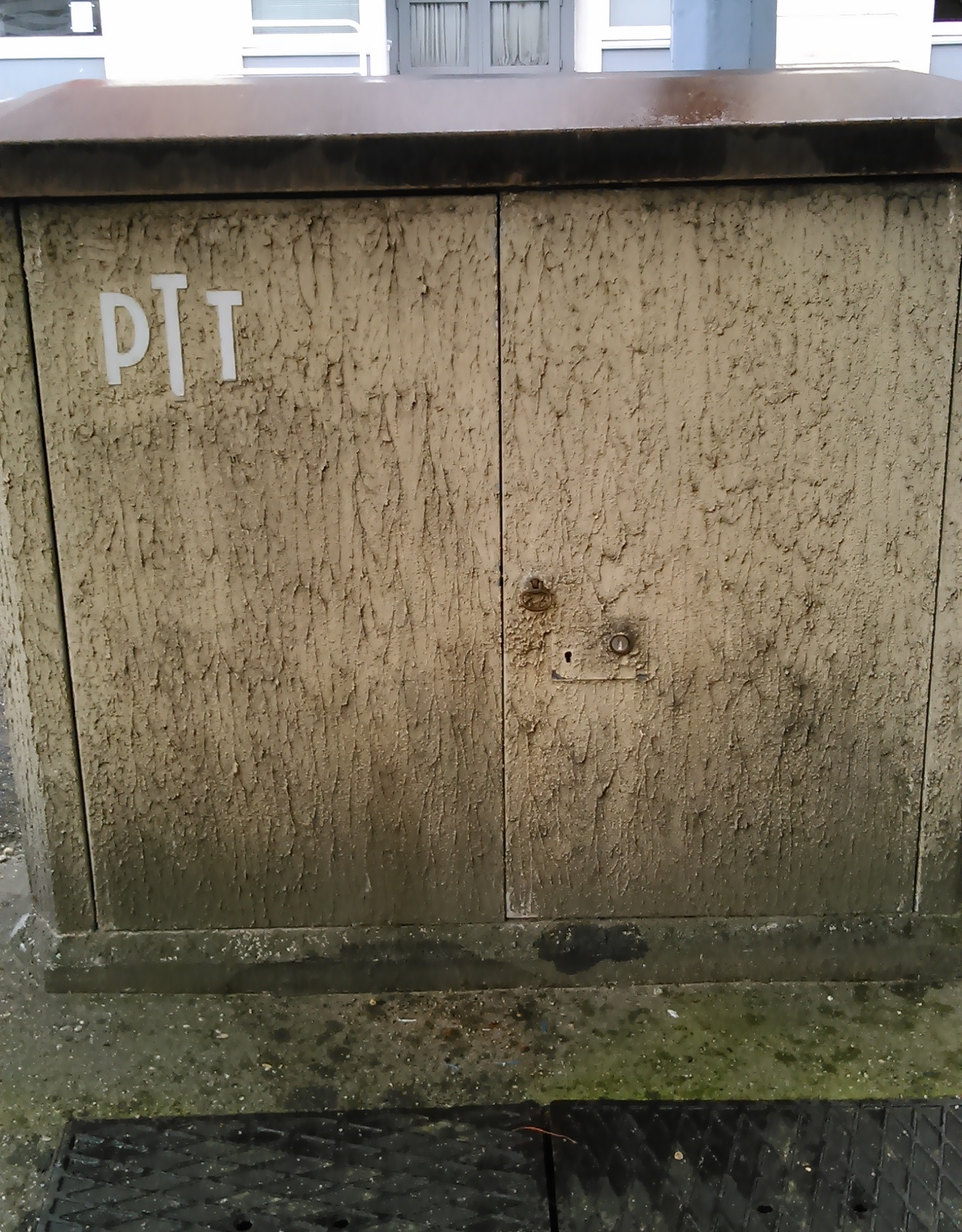
Centralina telefonica con il marchio PTT